# معركة ماجرسفونتين
معركة ماجرسفونتين (بالإنجليزية: Battle of Magersfontein) وقعت في 11 ديسمبر 1899 خلال حرب البوير الثانية قرب كيمبرلي في جنوب أفريقيا، وانتهت بانتصار للبوير الذين صدّوا الهجوم البريطاني من خنادق منخفضة أمام التلال.

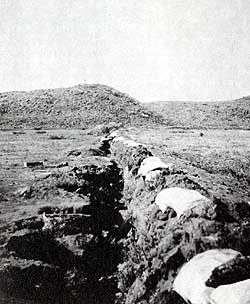
الخنادق في المعركه

## الخلفية
في أواخر نوفمبر 1899، زحفت القوات البريطانية بقيادة اللورد ميثوين في محاولة لفك حصار مدينة كيمبرلي، لكنهم واجهوا دفاعات قوية في تلال ماجرسفونتين حيث نصب البوير خنادق تحت الأرض تحت إشراف القائدين بييت كرونيه وكريس دي لا ري.

## مجريات المعركة
شنّت بريطانيا هجومًا في اليل، وقادت وحدة المرتفعات الاسكتلندية التحرك عبر أرض مكشوفة تسيطر عليها خنادق البوير المفاجئة، مما أسفر عن سقوط مئات الضحايا في أول خمس دقائق.

## النتائج
الخسائر في الجيش البريطاني بلغت نحو 971 بين قتيل وجريح، أغلبهم من الإسكتلنديين، بينما لم تتجاوز البوير 250. تسببت الهزيمة في إطالة حصار كيمبرلي، وعُرِفت ضمن أسبوع السود الذي شهد هزائم بريطانية متتالية.

## الأثر الاستراتيجي
عزز النصر سمعة تكتيكات الدفاع بالحصن لدى البوير وأدى إلى تغييرات في القيادة البريطانية بعد استدعاء اللورد روبرتس واللورد كتشنر لقيادة العمليات في جنوب أفريقيا.

## معرض الصور

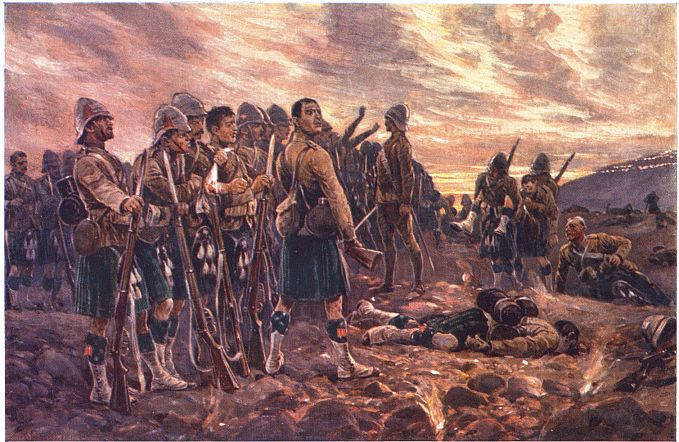
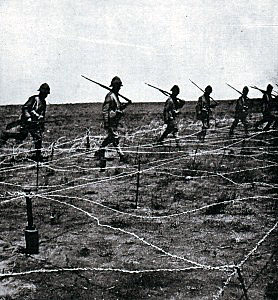
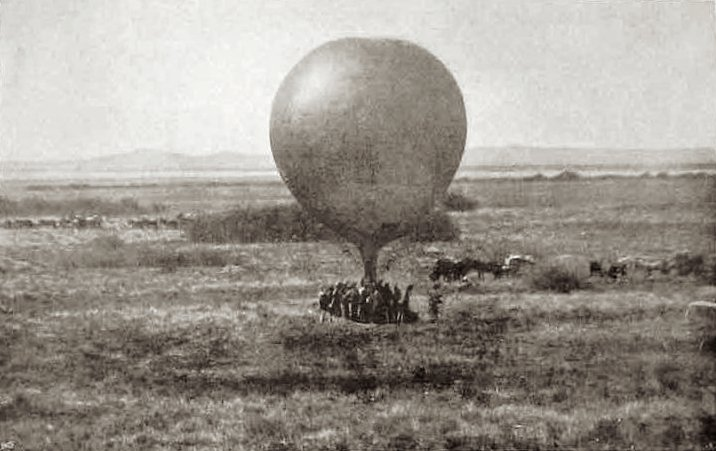
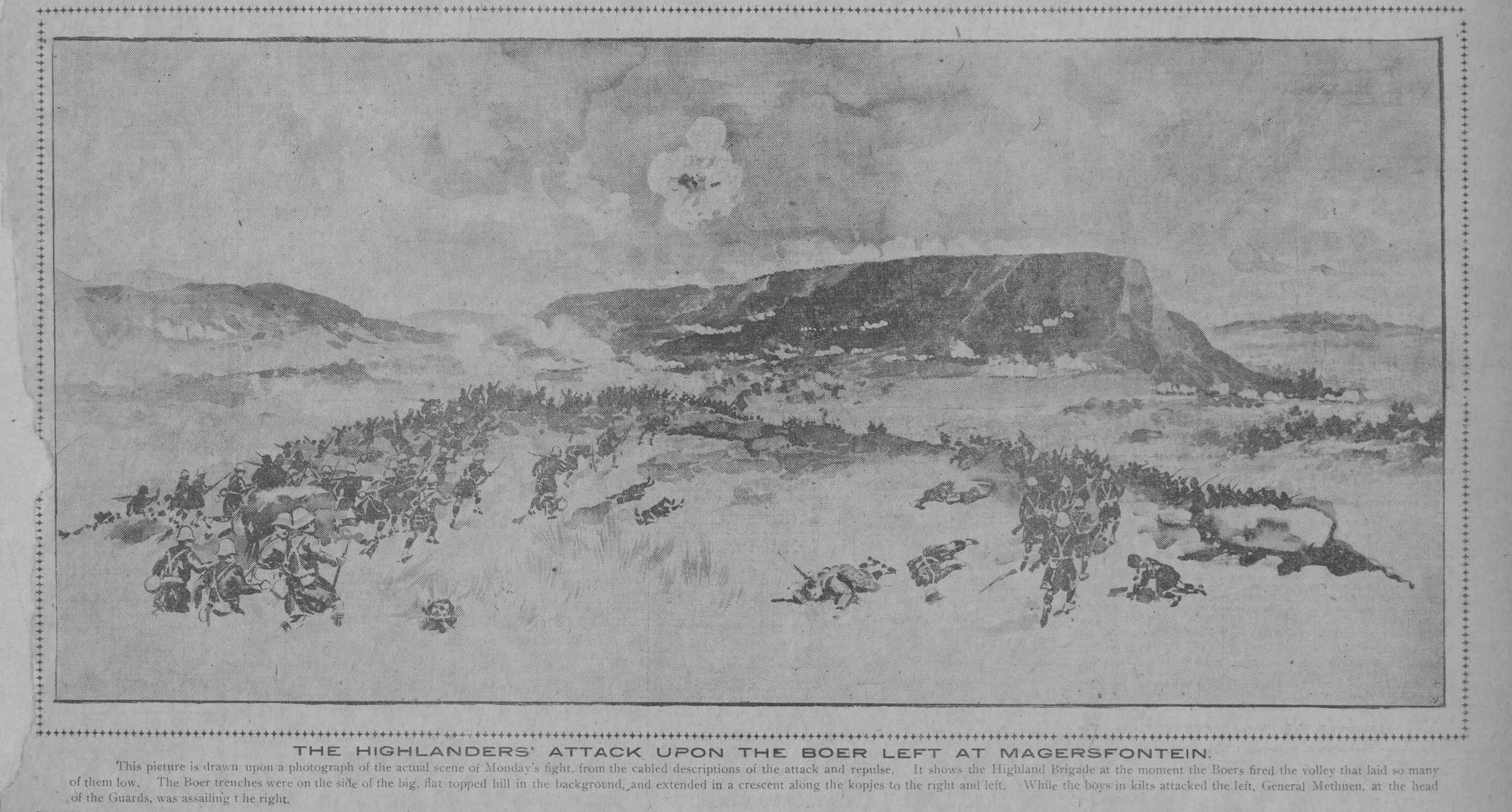

## أنظر إيضا
- كيمبرلي

- جنوب أفريقيا

- بوير